# Turbomach
Die Turbomach SA ist ein international tätiger Hersteller von Kraft-Wärme-Kopplungsanlagen auf Basis von Gasturbinen  mit Sitz in Locarno (Schweiz). Das Unternehmen entwickelt und produziert in seinem Werk in Riazzino bei Locarno Gasturbinen-Generatorsätze mit einer Leistung von einem Megawatt bis hin zu Gesamtkraftwerken mit einer Leistung von 50 Megawatt. 
Das Unternehmen wurde 1979 gegründet. Später gelangte es in den Besitz der deutschen Babcock Borsig Gruppe. Mitte 2004 wurde Turbomach mit seinen 400 Mitarbeitern und einem Jahresumsatz von 200 Millionen Euro vom US-amerikanischen Baumaschinenhersteller Caterpillar übernommen und dort in die Tochtergesellschaft Solar Turbines eingegliedert. Turbomach tritt am Markt weiterhin unter der eigenen Marke auf und verfügt über eigene Vertretungen in Europa, Südamerika und Asien.